# Chapter One
Chapter One е дебютният студиен албум на британската певица и авторка на песни Ела Хендерсън. Той е издаден на 10 октомври 2014 г. от Сайко Мюзик. Chapter One се добира до първа позиция в Обединеното кралство още в първата седмица от издаването си. Албумът е предшестван от синглите Ghost и Glow.

## Предистория
На 18 ноември 2012 г. Хендерсън завършва на шесто място в девета серия на Екс Фактор, макар че е сочена за един от фаворитите. На 15 декември, по време на интервю с ток шоуто на Ер-Те-Е, „Шоуто в събота вечер“, тя разкрива, че е подписала договор със Сони Мюзик. На 22 януари 2013 г. тя потвърждава, че е подписала сделка с компанията на Саймън Кауел, Сайко Мюзик. По отношение на решението ѝ да подпише със Сайко, Хендерсън казва: „Най-важното нещо, което търсех, беше да се представя като творец, и който лейбъл ме представя, да го прави с най-добрия екип, който да изкара най-стойностното у мен. Фактът, че [Кауел] ми разреши да се представя като творец, е велик.“ В интервю с Диджитал Спай, Хендерсън казва: „Исках всяка песен да търси обяснение за някаква ситуация, и след нея, следващата песен да ви пренесе през нея. В писането съм открита и лирична, така че за мен това е като да си водя дневник. Исках да съм сигурна, че нещата стоят така. Трябваше ми известно време, за да наредя правилната подредба на песните, но сега съм доволна от резултата.“
На 15 юни 2014 г., в деня, в който дебютният сингъл Ghost излиза на първа позиция в Обединеното кралство, Хендерсън обявява, че излизането на албума трябва да се случи на 22 септември 2014 г., което става след публикуването на писма, едно по едно. Скоро след това, тя обявява в Туитър, че албумът може да се поръча предварително на следващия ден (16 юни 2014). На 25 август, Хендерсън оповестява на туитър профила си, че албумът ще бъде отложен за 13 октомври: „Тъй като едва сега се връщам [от задморско турне], за да започна да промотирам“.